# Крахмальцы (Решетиловский район)
Крахмальцы (укр. Крохмальці) — село,
Лобачевский сельский совет,
Решетиловский район,
Полтавская область,
Украина.
Код КОАТУУ — 5324281908. Население по переписи 2001 года составляло 111 человек.

## Географическое положение
Село Крахмальцы находится на левом берегу реки Бакай (летом пересыхает), на расстоянии в 0,5 км от села Тривайлы.
Рядом проходит автомобильная дорога М-03.

## Экономика
- Молочно-товарная ферма.